# بخش مرکزی شهرستان نور

بخش مرکزی شهرستان نور یکی از بخش‌های شهرستان نور در استان مازندران در شمال ایران است.

## تقسیمات کشوری
- بخش مرکزی شهرستان نور
  - دهستان میان بند
  - دهستان ناتل کنار سفلی
  - دهستان ناتل کنار علیا

شهرها: نور، رویان و ایزدشهر.

## جمعیت
بنابر سرشماری مرکز آمار ایران، جمعیت بخش مرکزی شهرستان نور در سال ۱۳۸۵ برابر با ۵۸۲۳۸ نفر بوده‌است.